# Coreus marginatus
Coreus marginatus är en insektsart som först beskrevs av Carl von Linné den yngre 1758.  Coreus marginatus ingår i släktet Coreus, och familjen bredkantskinnbaggar. Arten är reproducerande i Sverige.

## Bildgalleri

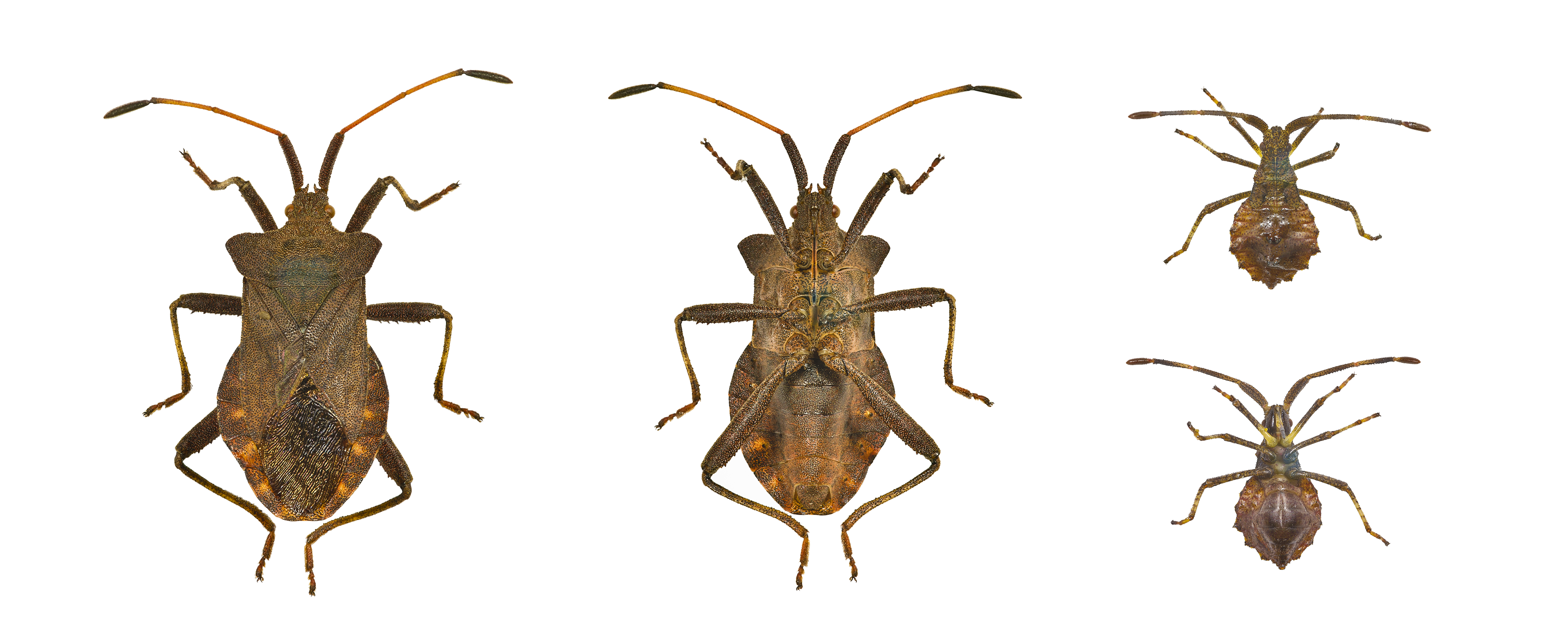
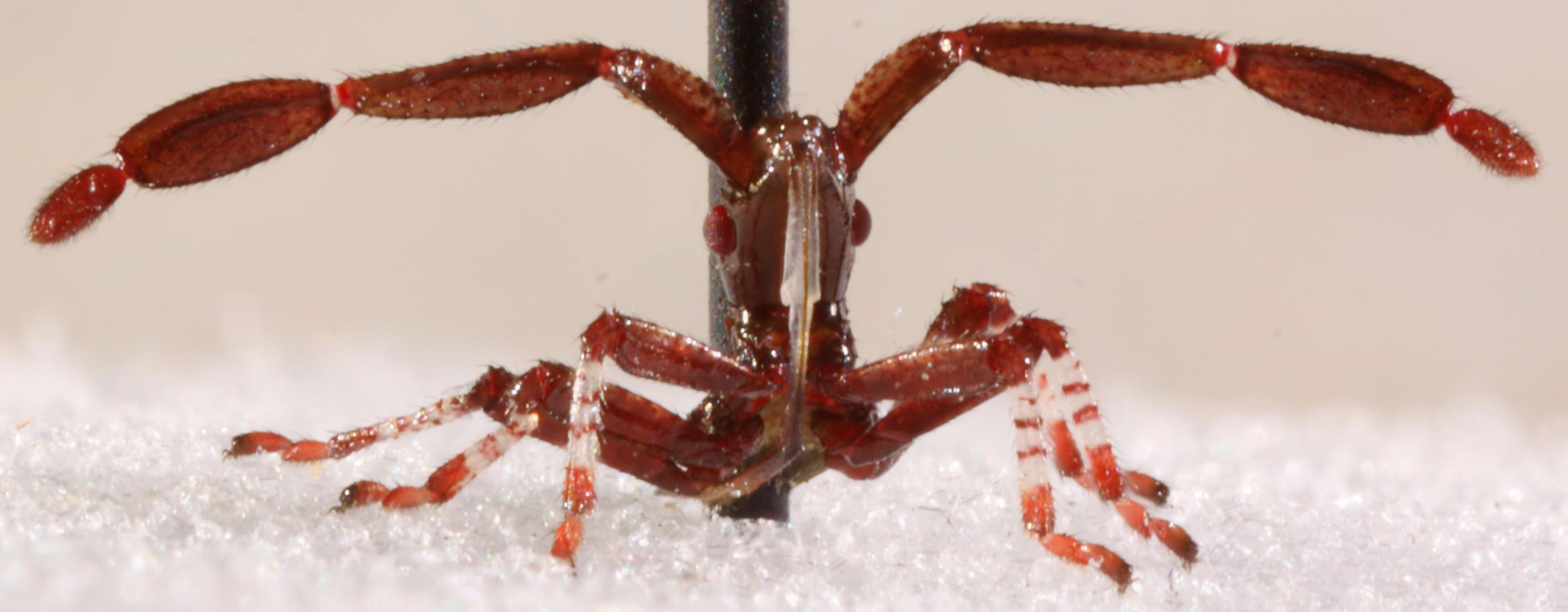
Nykläckt nymf av Coreus marginatus som visar de jämförelsevis mycket stora antennerna
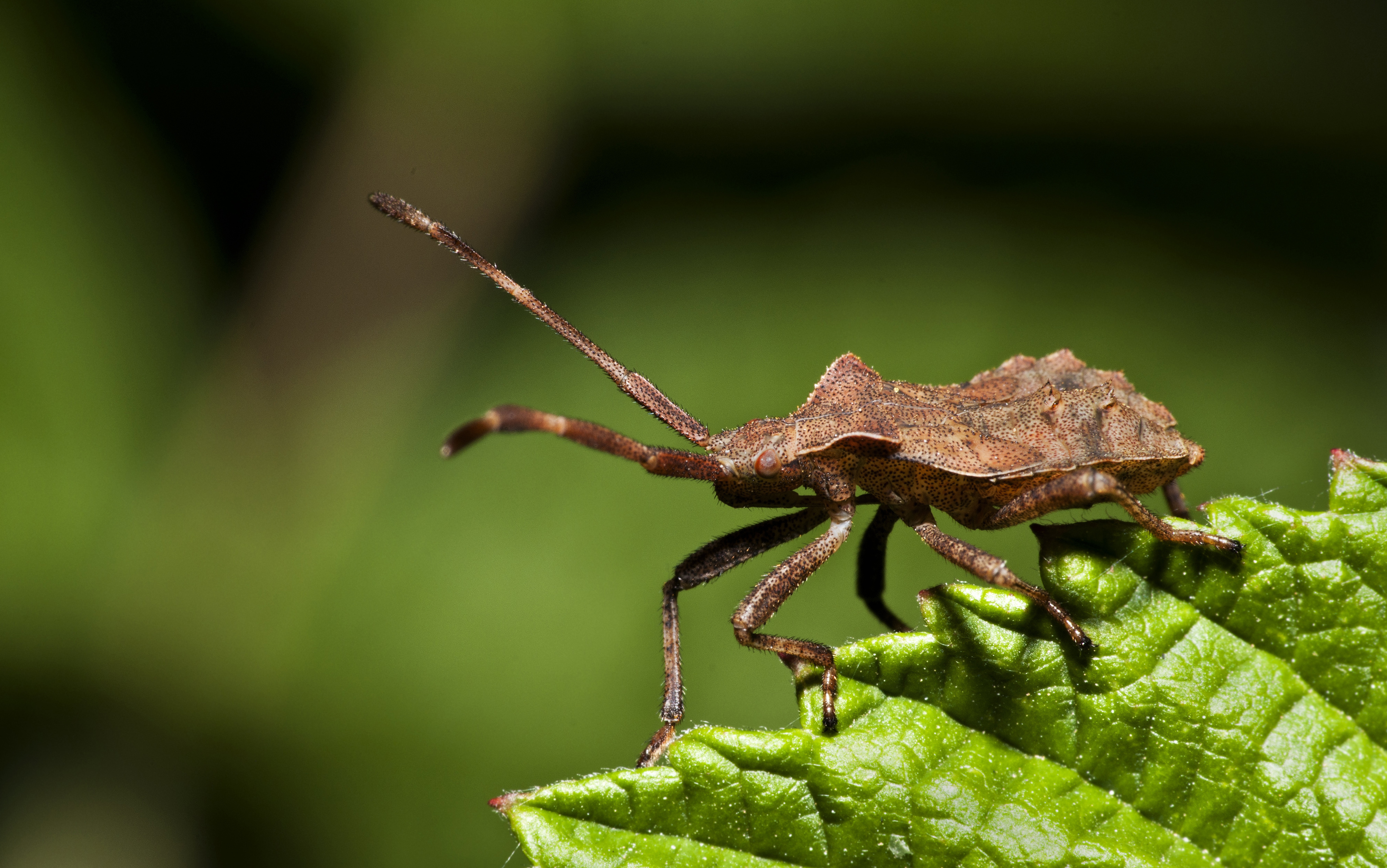
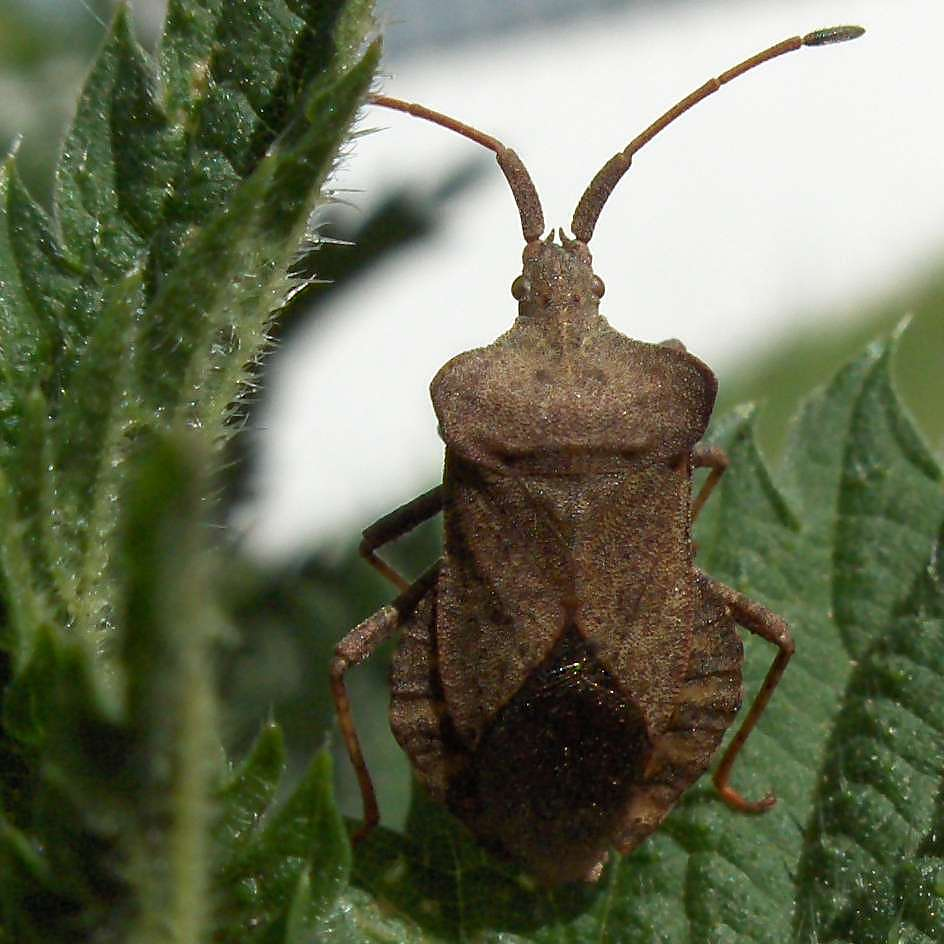
Coreus marginatus har mellan antennerna två små utsprång, kända som antenniferous tubercles, som kan användas för att skilja denna art från andra ytligt likartade arter
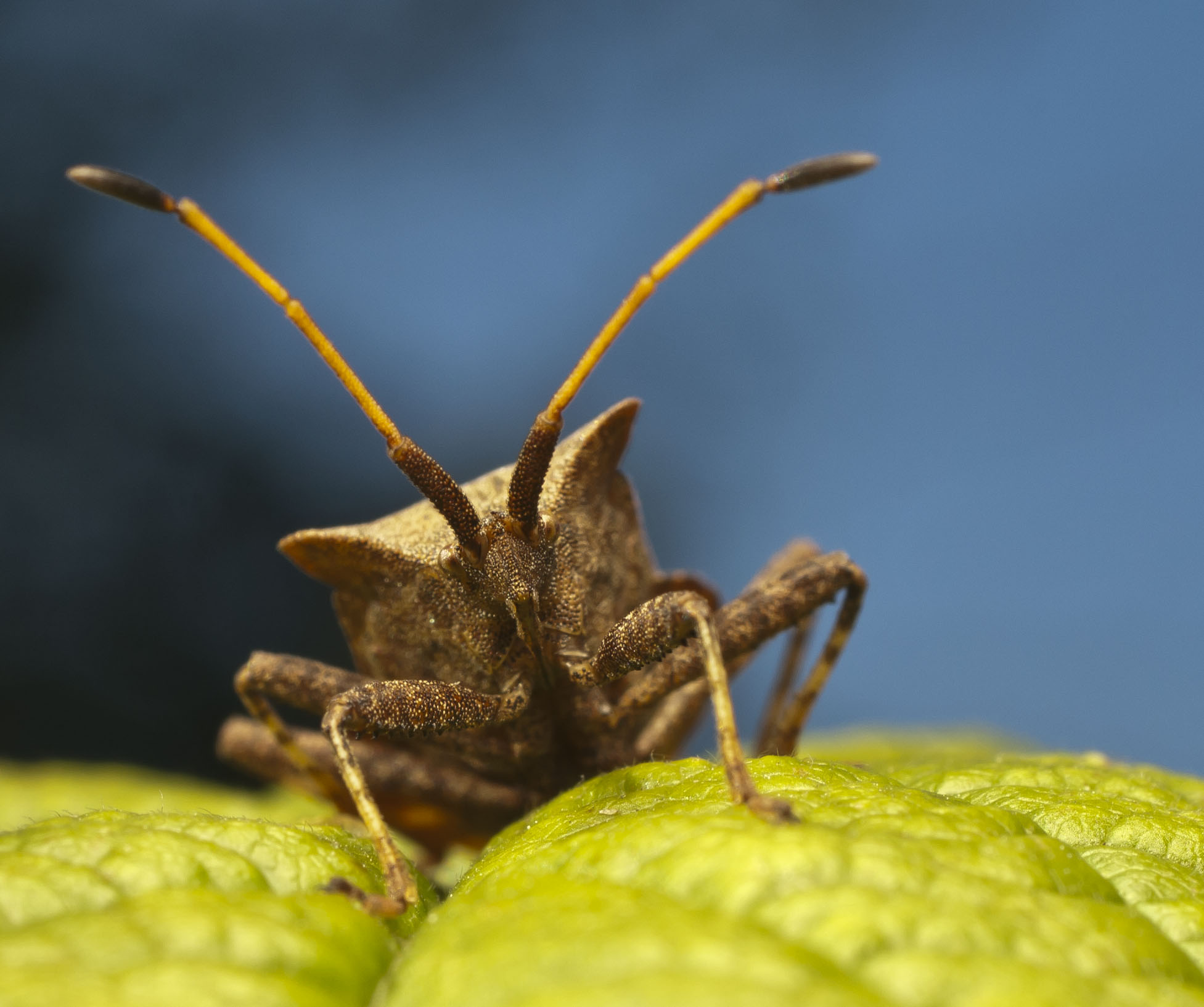
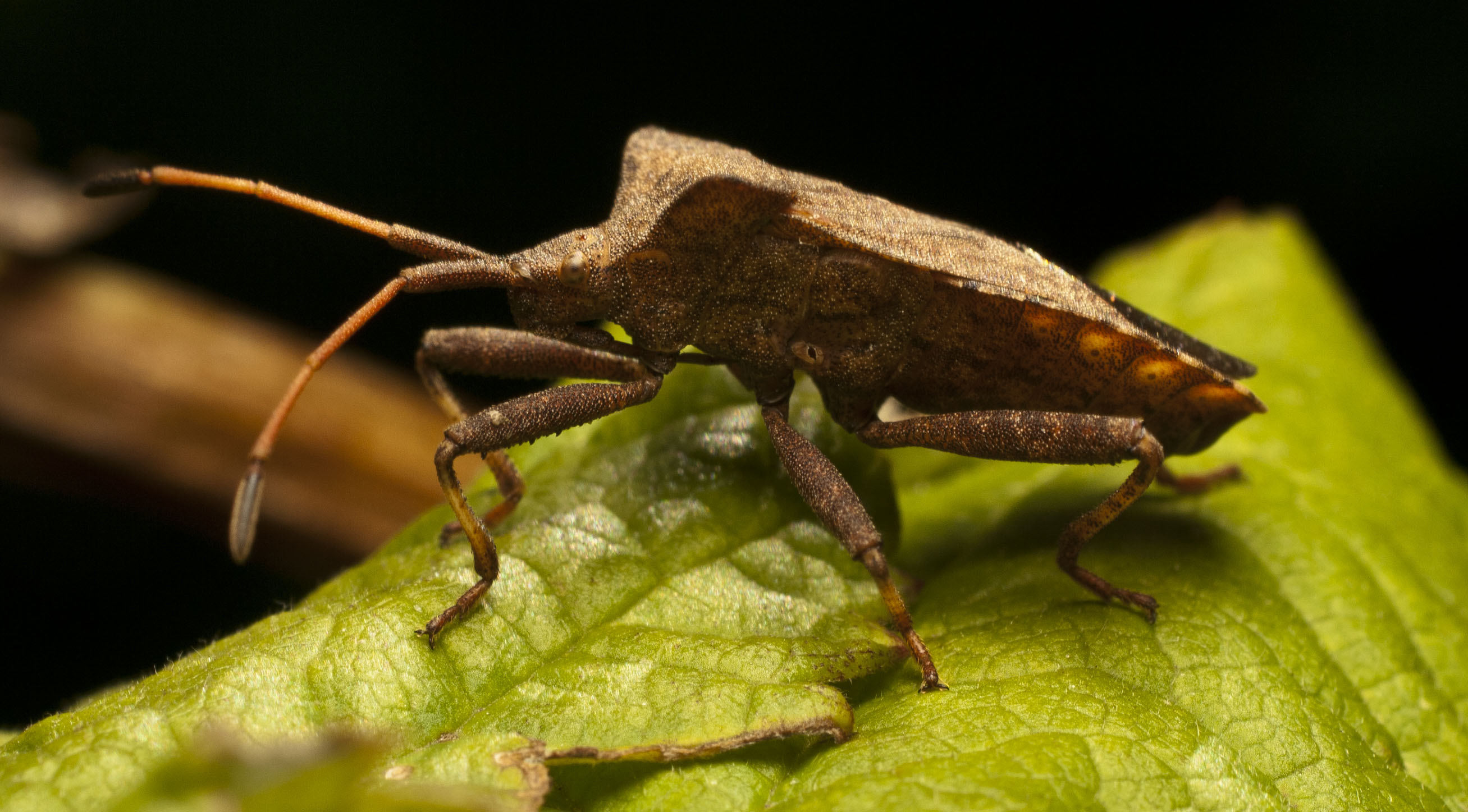
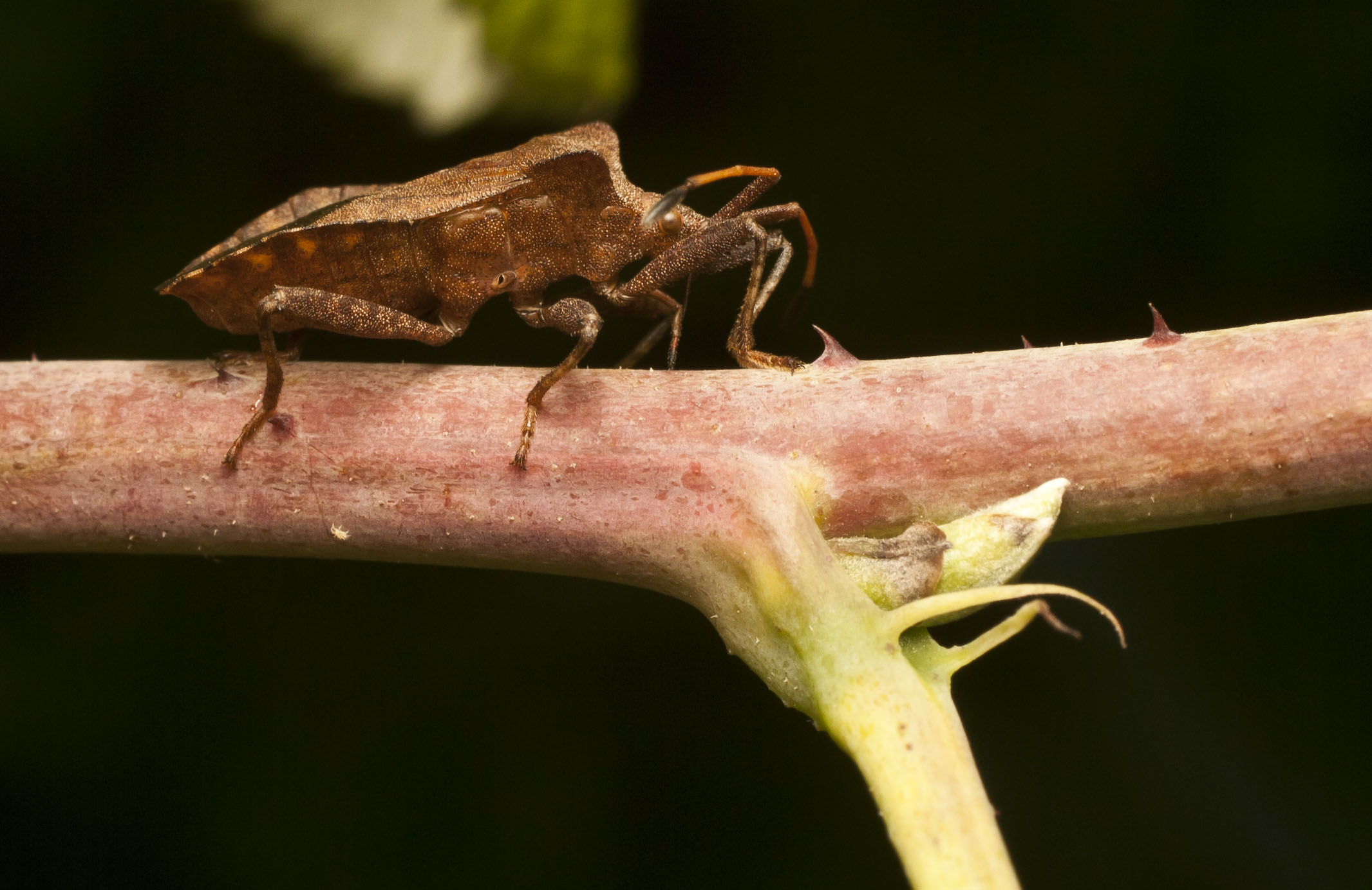
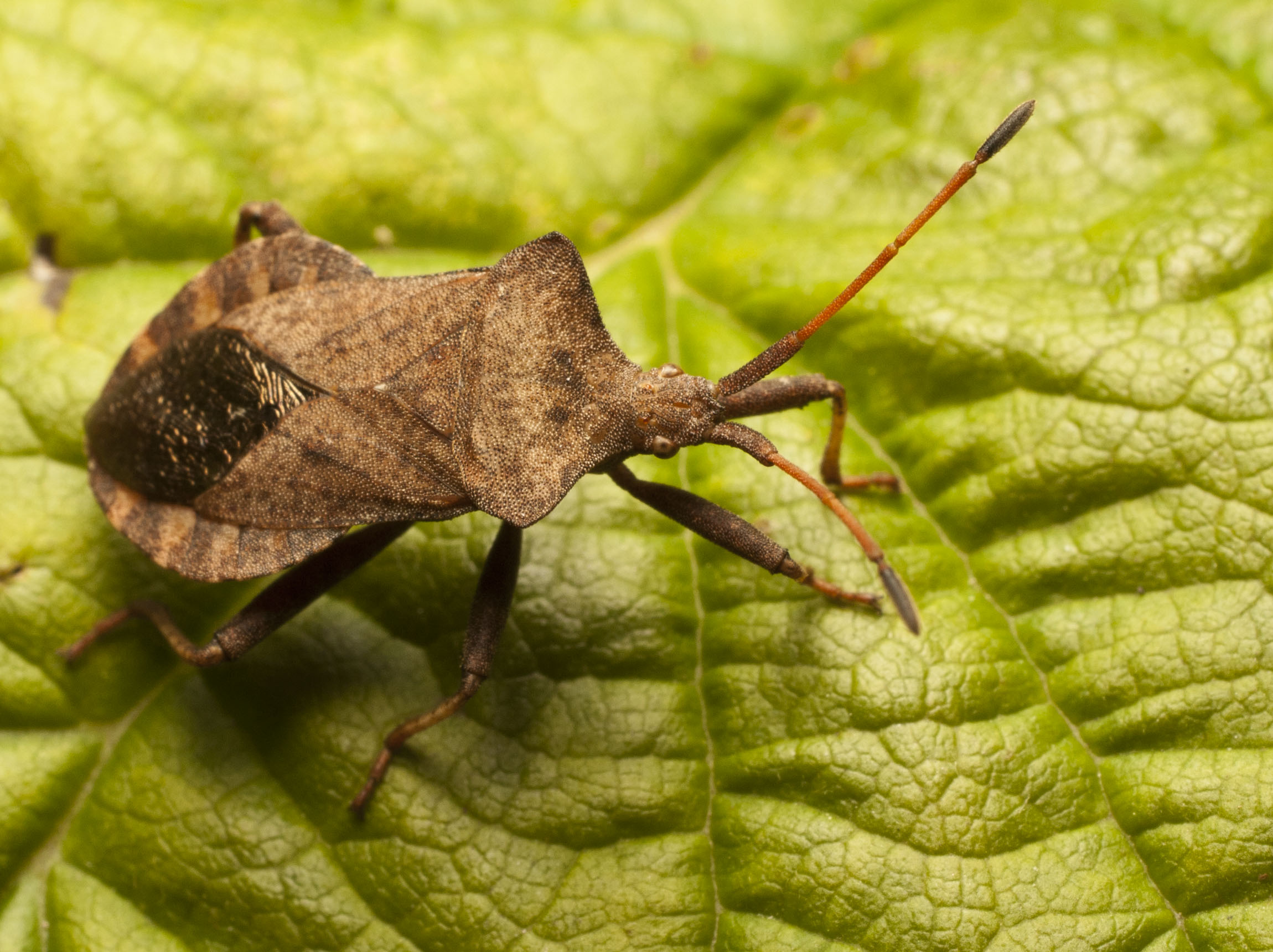